# Liturgia protestante
Si dice liturgia protestante ogni insieme di rituali e pratiche religiose in uso presso una qualsiasi delle chiese cristiane che hanno aderito alla Riforma protestante. 
Il termine protestante tuttavia è abbastanza generico perché, data la moltitudine di confessioni cristiane sorte durante e dopo la Riforma, ogni chiesa ha sviluppato un proprio sistema liturgico.
La celebrazione liturgica tra i protestanti viene generalmente detta culto evangelico (cfr. Chiese evangeliche).
La differenza essenziale tra le varie chiese protestanti si focalizza soprattutto sul sacramento del battesimo e sulla questione della presenza reale di Cristo all'interno dell'Eucaristia; in alcune chiese protestanti minoritarie, nonostante i comandamenti che Gesù proferisce agli apostoli durante l'Ultima Cena, il rito eucaristico non viene considerato e quindi nemmeno celebrato.

## Caratteristiche
Nella logica protestante il culto e la Chiesa sono la stessa cosa: entrambi sono definiti da una chiamata delle singole persone da parte di Dio che, dopo aver risposto a questa chiamata, formano la Chiesa, cioè la comunità dei fedeli e non un'istituzione.
Il culto protestante non viene praticato esclusivamente in una chiesa o in un tempio, che non viene considerato come un edificio sacro, ma come un luogo dove si riunisce la comunità. Nelle chiese protestanti che celebrano la Santa Cena non c'è nessun aspetto sacrificale, in contrasto con la messa cattolica.

## Tipologia

### Culto comunitario

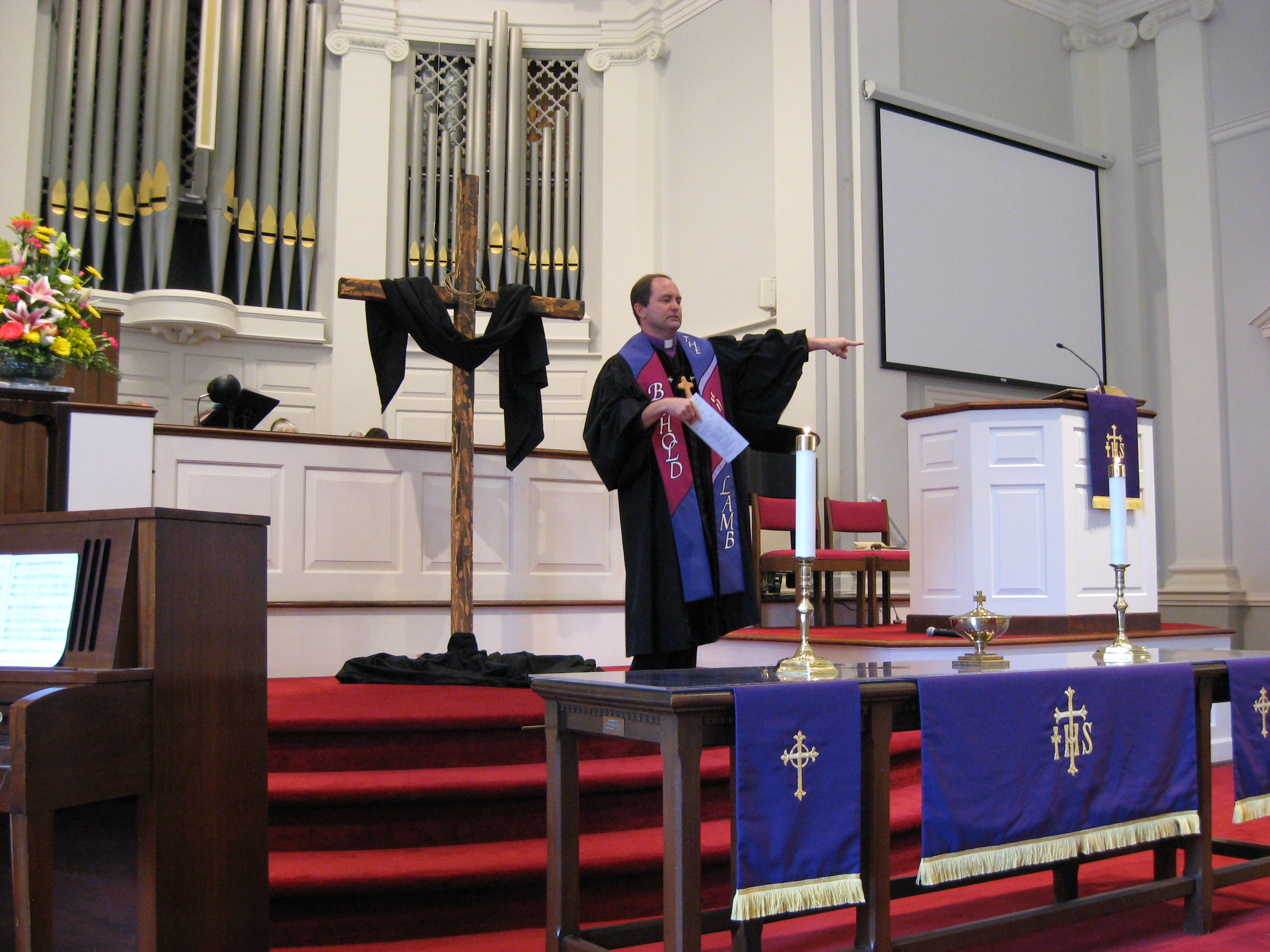
Un pastore presbiteriano mentre predica

Il culto comunitario avviene con la riunione della comunità o congregazione parrocchiale, di solito durante la domenica mattina. Nella varietà protestante il culto comprende, in maniera più o meno pianificata, alcuni degli elementi seguenti:
- accoglienza;
- lode, che può assumere forme diverse: canzoni (inni, canti ecc.), lettura della Bibbia e dei Salmi ecc.;
- confessione di peccato e annuncio della grazia (pentimento, ritorno a Dio, conversione);
- l'elemento centrale e quasi sempre presente, in tutte le correnti protestanti, è la predicazione, un sermone ispirato da uno o più testi biblici;
- preghiere (una o più persone si rivolgono a Dio) nelle chiese evangeliche, o liturgiche nelle chiese luterane e riformate (il pastore si rivolge a Dio per tutta la comunità);
- chiusura del culto, spesso con una canzone o con delle benedizioni.

Il battesimo viene celebrato durante il culto. La celebrazione della Santa cena o Cena del Signore dipende dalla liturgia delle varie chiese.
Per ciò che riguarda la lettura biblica, se da un lato i luterani seguono abbastanza sistematicamente il lezionario ecumenico, dall'altro i riformati mantengono la tradizione che consiste nel scegliere liberamente i testi biblici che verranno predicati. In alcuni templi i cicli di predicazione sono organizzati in modo tale da permettere la lettura del brano biblico per occasioni speciali.

### Culto individuale
Chiunque può comunicare con Dio in uno spirito di preghiera e di riconoscimento anche da solo. Il culto individuale consiste solitamente in lodi, lettura della Bibbia e preghiere sia spontanee che liturgiche.

### Culto familiare
A metà strada tra queste due forme, il culto familiare è composto dalla lettura biblica e da preghiere o anche da canti celebrati in famiglia, che può avvenire di mattina, di sera o prima di un pasto.

## Culto nelle Chiese storiche

### Culto luterano
La caratteristica principale del culto luterano è la grande enfasi che viene concentrata sulla musica (inni corali, carillon, campane), che rappresenta infatti la ricchezza liturgica e didattica delle chiese luterane, e sul Servizio divino, cioè la celebrazione eucaristica, che costituisce il fulcro di tutta la liturgia.
Oltre alla Cena del Signore, le congregazioni luterane si dedicano anche alla venerazione di Dio strutturata in Uffici, cioè preghiere canoniche (condivise anche dalla Chiesa cattolica e da quella ortodossa), e sono: mattutine, vespri, Compieta e Veglia Pasquale.
Gli uffici privati o familiari includono preghiere mattutine e serali del Piccolo Catechismo di Lutero. I pasti vengono benedetti con la preghiera del tavolo comune o con la recita di alcuni Salmi.
In generale tuttavia i culti luterani possono variare da chiesa a chiesa. Alcuni si avvicinano all'adorazione carismatica, altri si sono creati una liturgia propria basata sulle preferenze della comunità. In Finlandia per esempio sta diventando popolare la messa metal, in cui gli inni luterani vengono adattati alla musica heavy metal.

### Culto riformato
Il culto riformato o calvinista è caratterizzato, in quasi tutte le sue ramificazioni, dalla condivisione del principio regolatore del culto. Le caratteristiche di questo concetto sono esposte nella Confessione di fede di Westminster.

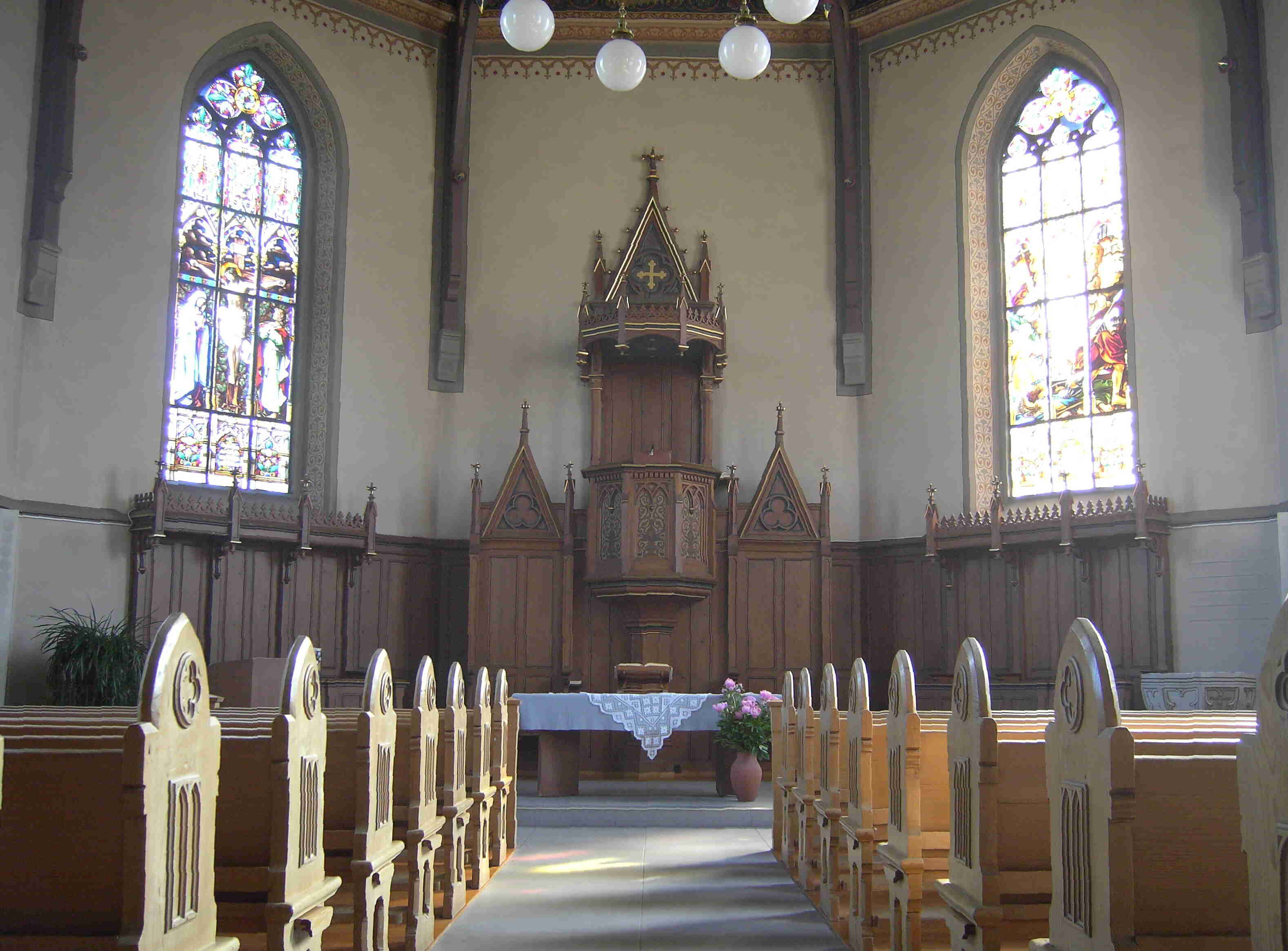
Interno della chiesa riformata di Gebenstorf (Svizzera)

Questo principio si basa sul presupposto che il culto sia essenzialmente "opera di Dio", non "opera umana". Il servizio divino non è tanto il servizio che la creatura umana rende a Dio, ma il servizio che Dio, nella Sua grazia e misericordia, rende alla creatura umana, per la Sua gloria ed il nostro bene. Inoltre, il culto ha per oggetto Dio, "deve piacere a Lui", non "piacere a noi", ed è quindi Dio stesso che, nella Sua Parola, tramite prescrizioni ed esempi, ci indica quel che Gli piace. Ecco perché il calvinismo classico mette in rilievo come la forma che deve assumere il culto cristiano non dipenda dai gusti e considerazioni del conduttore del culto e nemmeno da quelli della stessa comunità cristiana. Qualsiasi considerazione che la spinga ad adattare il culto "alla sensibilità del nostro tempo" o "alla cultura" di chi esprime il culto, diventa, così, completamente fuori luogo, qualcosa di cui Dio "non si compiace" qualunque ne siano le "buone intenzioni".
La sostanza del principio regolatore del culto è, quindi, che sia permesso praticare nel culto solo ciò che nelle Sacre Scritture espressamente è comandato o per il quale vi sono chiari esempi. In altre parole, Dio istituisce nelle Sacre Scritture tutto ciò che Egli richiede alla Sua Chiesa per il culto. Tutto il resto ne risulta così proibito.
Secondo questa prospettiva, vi sono, così, due concezioni sul modo di condurre il culto:
- ciò che non è proibito dalla Scrittura è permesso;
- ciò che non è comandato dalla Scrittura è proibito.

Sulla base di questo principio alcune denominazioni protestanti e comunità cristiane respingono l'uso di strumenti musicali nel culto perché, come esse sostengono:
- non c'è prescrizione, e nemmeno alcuna indicazione, nel Nuovo Testamento circa l'uso di strumenti musicali durante il culto;
- l'uso che il culto nell'Antico Testamento fa di strumenti musicali era specificatamente legato alle leggi cerimoniali in uso presso il Tempio di Gerusalemme e soltanto lì (di fatto essi non vengono più usati dopo la distruzione del Tempio): sono una prefigurazione simbolica di verità realizzate nel Nuovo Testamento e non sono più applicabili come tali alla Chiesa cristiana.

Allo stesso modo queste stesse denominazioni e chiese, o altre, ritengono che durante il culto debbano solo essere cantati i Salmi della Bibbia e non altre composizioni, perché solo i primi sono espressamente prescritti ed esemplificati. Nella prescrizione biblica: "Cantate di cuore a Dio, sotto l'impulso della grazia, salmi, inni e cantici spirituali" (Colossesi 3:16, Efesini 5:19), l'espressione "salmi, inni e cantici spirituali" si riferirebbe sempre e solo ai Salmi biblici nella loro varietà.
I sostenitori del principio regolatore del culto affermano che esso, più che rappresentare una costrizione alla libertà cristiana al riguardo del culto, sia di fatto una protezione dei cristiani da imposizioni ed abuso sul culto operate da singoli, comunità o autorità ecclesiastiche, che così abuserebbero del loro potere.

## Presenza di Cristo nella santa cena

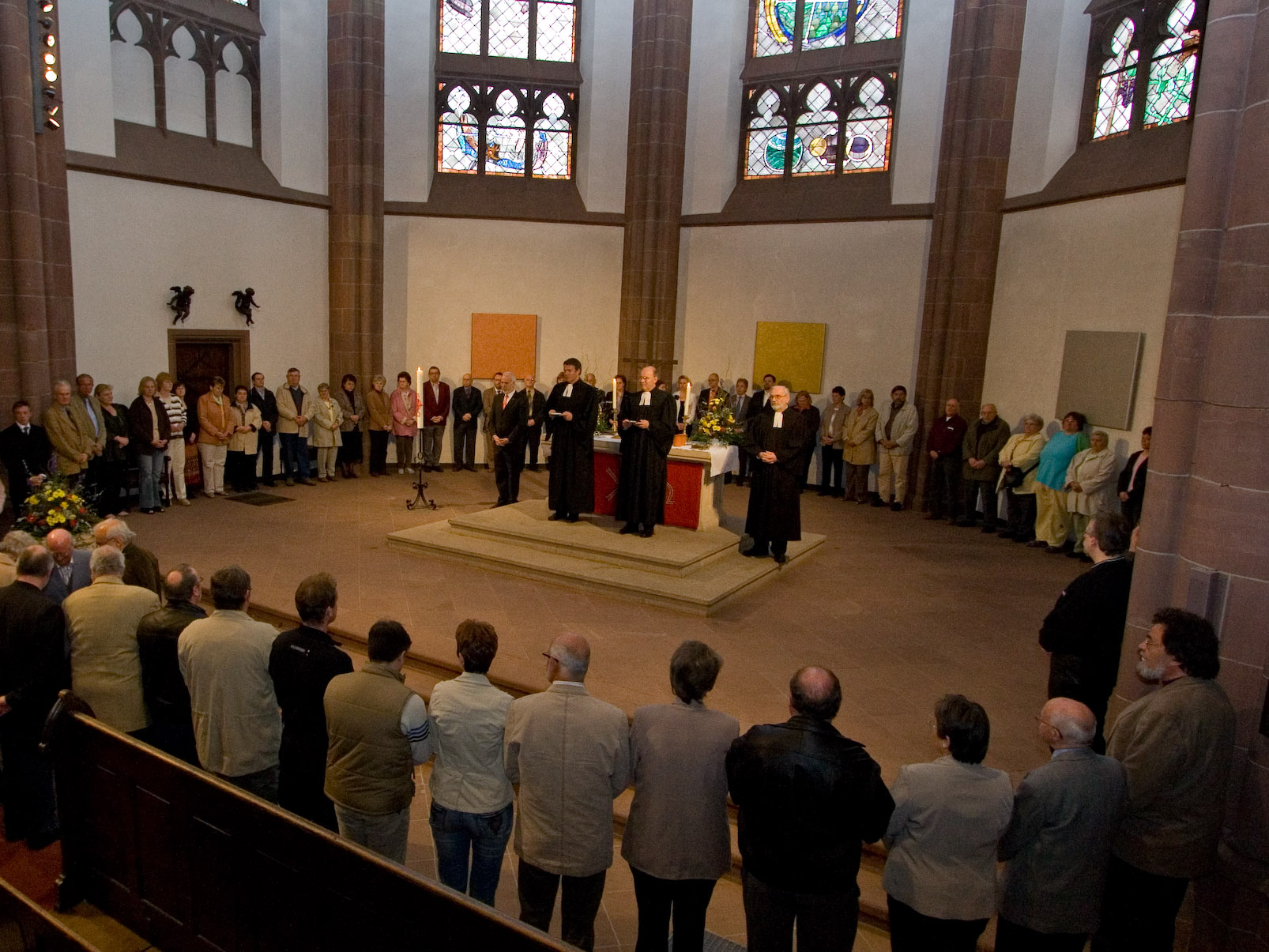
Servizio divino nella luterana Dreikönigskirche di Francoforte (Germania)

La presenza reale di Gesù Cristo nella santa cena è sicuramente un argomento che divide le chiese protestanti le une dalle altre.

### Liturgia luterana
Martin Lutero e i suoi successori sostengono che il corpo e il sangue di Cristo sono realmente e materialmente presenti nel pane e nel vino sacri, anche se la materia organica di questi ultimi rimane intatta, ovvero non c'è nessuna transustanziazione. Questa teoria formulata da Lutero viene detta Unione sacramentale (negli scritti di Lutero, Sacramentliche Einigkeit).

### Liturgia riformata
Nell'ambito delle chiese riformate, in forte contrasto sia con i cattolici che con i luterani, le opinioni maggiormente diffuse e condivise sono quelle di Giovanni Calvino e Huldrych Zwingli.
Zwingli, facendo una riflessione umanistica e razionale delle Sacre Scritture, affermò che, dal momento che Gesù si è sacrificato sulla croce ed è risorto una volta sola, nell'Eucaristia non c'è la presenza materiale ma solo quella spirituale di Cristo, e che quindi la celebrazione eucaristica non è una ripetizione del sacrificio di Gesù ma un rito commemorativo in cui i fedeli vengono spiritualmente nutriti dal pane e dal vino, che sono simboli del corpo e del sangue di Cristo. Questa diversità di vedute portò Lutero a rompere definitivamente i rapporti con Zwingli; tuttavia, verso il finire della sua vita, Zwingli si riavvicinò al pensiero di Lutero e affermò che Cristo è realmente, ma comunque spiritualmente presente nell'Eucaristia.
Calvino, seguitore del pensiero di Zwingli, come spiega approfonditamente nel trattato teologico Institutio christianae religionis, considera la Cena del Signore come una partecipazione misteriosa e sacra di Cristo nella propria presenza reale, grazie all'intermediazione dello Spirito Santo; si tratta perciò di una presenza reale spirituale (detta anche "presenza pneumatica"). Fu a causa di questa posizione teologica assunta da Calvino che Lutero e i suoi seguaci decisero di allontanarsi ulteriormente dalle chiese riformate.

## Uso delle immagini
Ancora oggi la posizione delle varie chiese protestanti sull'uso o la proibizione di immagini sacre è poco chiara.
Martin Lutero non abolì mai formalmente la venerazione delle immagini; Lutero riteneva che era impossibile per gli esseri umani evitare d'immaginare nella propria mente l'aspetto fisico di Gesù, per ciò non vedeva nessuna differenza tra i pensieri e le opere d'arte a soggetto religioso. L'unica cosa a cui si opponeva era la sostituzione delle immagini con Dio, cioè l'adorazione vera e propria degli oggetti, che è assolutamente vietata nelle chiese luterane.
Attualmente i luterani hanno ripreso in buona considerazione il ruolo di Maria in quanto madre di Gesù, sebbene non la venerino e non la ritengano partecipe dell'opera salvifica di Dio, dal momento che Maria è solo un essere umano. I luterani non venerano santi o immagini riguardanti i soggetti religiosi, nonostante il fatto che nel calendario luterano vengano ricordati come "santi" i nazareni del Nuovo Testamento, i padri della Chiesa con i martiri e le personalità più importanti della Riforma protestante storica, e nelle loro chiese possono esserci varie decorazioni, pitture, statue o croci.

Cappella riformata del Mansfield College, Oxford. Le uniche immagini presenti raffigurano personalità della Riforma protestante.

Completamente diversa l'opinione di Calvino, Zwingli e Andrea Carlostadio: essi vedevano nelle statue e nelle immagini religiose, soprattutto quelle riguardanti Gesù e i santi, una fonte demoniaca di superstizione che la Chiesa cattolica incoraggiava e strumentalizzava al fine di ottenere denaro e sottomissione da parte dei fedeli, soprattutto quelli più suscettibili e ignoranti. Le critiche dei tre riformatori portarono i cristiani riformati di allora ad una vera e propria ondata distruttrice delle immagini religiose all'interno di molte chiese dell'Europa occidentale; ad essere distrutti non furono solo i dipinti e le statue ma anche le reliquie e le pale degli altari.
Le prime distruzioni iconoclaste, conosciute come beeldenstorm, comparvero in terre germanofone, cominciando da Zurigo (1523), Copenaghen (1530), Ginevra (1535), e Augusta (1537).
La Francia non ne fu risparmiata ma le distruzioni rimasero casi isolati nella seconda metà del XVI secolo. La grande crisi iconoclasta francese ebbe luogo durante le prime guerre di religione nel 1562. Nelle città conquistate dai riformati gli edifici religiosi furono sistematicamente saccheggiati. La violenza fu tale che intere chiese andarono perdute. Monumenti prestigiosi come la Basilica di San Martino a Tours o la Cattedrale della Santa Croce di Orléans furono seriamente danneggiate e distrutte. L'Abbazia di Jumièges, la Cattedrale di San Pietro di Angoulême, la Basilica di Santa Maddalena a Vézelay furono saccheggiate. Nel 1566 furono le Fiandre ed i Paesi Bassi in generale a subire una grave crisi iconoclasta. Il movimento d'ispirazione popolare ebbe inizio a Steenvoorde e di lì si espanse, divenendo quella che fu chiamata rivolta degli accattoni (revolte des gueux)